# Лайн, Анна
Анна Лайн (англ. Anne Line, 1567, Эссекс — 27 февраля 1601, Тайберн, Лондон) — святая Римско-католической церкви, мученица, пострадавшая во время английской Реформации.

## Биография
Анна Лайн родилась в кальвинистской семье Уильяма Хейджема (William Heigham). Впоследствии семья родители Анны приняли католицизм. В 1586 году Анна вышла замуж за Роджера Лайна, который вскоре из-за своей веры был вынужден покинуть Англию. В 1594 году, будучи в изгнании, Роджер Лайн умер. Овдовев, Анна Лайн стала заниматься помощью находящимся в подполье католическим священнослужителям. Анна Лайн принимала участие в подпольной группе, организовавшей побег из Тауэра иезуита Джона Джерарда, из-за чего она была впоследствии вынуждена скрываться.
Была арестована 2 февраля 1601 года и осуждена на смертную казнь. Приговор был исполнен 27 февраля 1601 года.

## Прославление
15 декабря 1929 года Анна Лайн была причислена к лику блаженных римским папой Пием XI и 25 октября 1970 года канонизирована римским папой Павлом VI в группе с другими английскими и уэльскими мучениками.
День памяти в Католической церкви — 27 февраля.

## Источник
- Henryk Fros SJ: Księga imion i świętych. T. 1: A-C. Kraków: WAM, Księża Jezuici, 1997, s. 200. ISBN 83-7097-271-3.